# Albert Eggenspiller
Albert Eggenspiller (La Buissière, 6 septembre 1915 - Mort pour la France à Hué le 3 juin 1955) est un militaire français, Compagnon de la Libération par décret du 23 Mai 1942. Soldat de la première heure des Forces Françaises Libres, il participe à l'épopée de la 2e Division Blindée à travers l'Afrique, la Normandie, la libération de Paris et l'Alsace. Affecté en Indochine après la Seconde Guerre mondiale, il y meurt lors d'un accident d'avion en service commandé.

## Biographie

### Avant-guerre
Né dans le hameau de Bossieu, sur la commune de La Buissière en Isère, Albert Eggenspiller effectue son service militaire en 1936 au 42e régiment d'infanterie. Il devient élève-officier de réserve et est admis en 1937 à l'école d'infanterie et des chars de combat. Sortant de cette dernière avec le grade d'aspirant, il est affecté au 6e régiment de tirailleurs marocains jusqu'en 1938. Il s'engage dans l'armée d'active en 1939 et embarque pour le Tchad où il rejoint les rangs du Régiment de tirailleurs sénégalais du Tchad.

### Seconde Guerre mondiale
Après l'armistice du 22 juin 1940, lorsque vient l'heure de choisir entre le régime de Vichy et la cause du général de Gaulle, il choisit de s'engager dans les Forces Françaises Libres,. Promu sous-lieutenant, il participe en hiver 1940-1941 au raid de Mourzouk où son unité s'empare d'un poste italien malgré la mort au cours du combat de leur chef, le lieutenant-colonel Jean Colonna d'Ornano. Passant sous les ordres du colonel Leclerc, il prend part à la bataille de Koufra en mars 1941 puis, durant la guerre du désert, combat au Fezzan et en Tripolitaine. La colonne de Leclerc, devenant la 2e Division Blindée, suit un entraînement au Maroc, comptant toujours dans ses rangs Albert Eggenspiller, promu capitaine en juin 1943 et affecté au Régiment de marche du Tchad,. Le 1er août 1944, il débarque avec la division sur Utah Beach et participe à la bataille de Normandie à la tête d'une compagnie équipée d'obusiers. Puis, suivant l'épopée de la 2e DB, il est de la libération de Paris, de la campagne de Lorraine et de la bataille d'Alsace. Il se distingue lors de toutes ces campagnes en contribuant à la destruction d'un grand nombre de véhicules ennemis. Le 23 novembre 1944, pendant la libération de Strasbourg, il est grièvement blessé par balle à la poitrine et termine la guerre en convalescence.

### Après-guerre
Promu chef de bataillon en juin 1945, il participe au développement de l'Association des Français Libres aux côtés du général de Larminat. Il retrouve l'Afrique en 1947 lorsqu'il est affecté à Brazzaville comme chef d'état-major du commandant supérieur des troupes de l'Afrique-Équatoriale française. De retour en France en 1949, il entre à l'inspection des troupes coloniales puis devient chef de cabinet du général de Larminat et secrétaire général de l'Association des Français Libres. Projeté en Indochine en juin 1954, il y commande le 26e bataillon de marche de tirailleurs sénégalais puis le 1er bataillon du 22e régiment d'infanterie coloniale. Il est promu lieutenant-colonel en avril 1955 alors qu'il est chef d'état-major de la 3e division d'infanterie d'extrême-orient. Le 3 juin 1955, alors qu'il effectue une liaison de commandement, il meurt dans un accident d'avion au-dessus de Hué. Il est inhumé à Mulhouse.

## Décorations
|  |  |  |  |  |  |
|  |  |  |  |  |  |
|  |  |  |  |  |  |
|  |  |  |  |  |  |
|  |  |  |  |  |  |

| Presidential Unit Citation                                                   |                                                                              |                                                                      |                                                                      |                                                         |                                                         |
| Officier de la Légion d'Honneur                                              | Officier de la Légion d'Honneur                                              | Compagnon de la Libération                                           | Compagnon de la Libération                                           | Croix de Guerre 1939-1945                               | Croix de Guerre 1939-1945                               |
| Croix de Guerre des Théâtres d'Opérations Extérieurs                         | Croix de Guerre des Théâtres d'Opérations Extérieurs                         | Médaille de la Résistance française                                  | Médaille de la Résistance française                                  | Médaille des blessés de guerre                          | Médaille des blessés de guerre                          |
| Médaille coloniale Avec agrafes "Koufra", "Fezzan-Tripolitaine" et "Tunisie" | Médaille coloniale Avec agrafes "Koufra", "Fezzan-Tripolitaine" et "Tunisie" | Médaille commémorative des services volontaires dans la France libre | Médaille commémorative des services volontaires dans la France libre | Médaille commémorative française de la guerre 1939-1945 | Médaille commémorative française de la guerre 1939-1945 |
| Médaille commémorative de la campagne d'Indochine                            | Médaille commémorative de la campagne d'Indochine                            | Médaille commémorative de la campagne d'Indochine                    | Commandeur de l'Ordre de l'Étoile noire                              | Commandeur de l'Ordre de l'Étoile noire                 | Commandeur de l'Ordre de l'Étoile noire                 |